# زمین‌لرزه ۱۹۳۱ والنتین
زمین‌لرزه والنتین  در تاریخ ۱۶ اوت ۱۹۳۱ میلادی، برابر با ‎۲۴ مرداد ۱۳۱۰، ساعت ۱۱:۴۰:۲۲٫۳۰ به زمان یوتی‌سی در آمریکا ، منطقه والنتین، تکزاس رخ داد.ژرفای این زلزله ۱ کیلومتر بود. بزرگی آن ۵٫۸ در مقیاس ریشتر بدست آمده‌است.
بیشینهٔ شدت آن در مقیاس مرکالی، VII اعلام شده‌است.